# قرار مجلس الأمن التابع للأمم المتحدة رقم 1917
قرار مجلس الأمن التابع للأمم المتحدة رقم 1917، المتخذ بالإجماع في 22 مارس 2010، بعد التذكير بقراراته السابقة بشأن أفغانستان، ولا سيما القرارات 1868 (2009) و1662 (2006) و1659 (2006)، مدد المجلس ولاية بعثة الأمم المتحدة للمساعدة في أفغانستان حتى 23 مارس 2011 وأعاد تنظيم ولايتها للمساعدة في جهود الإنعاش التي تقودها الحكومة.

## أعمال
تم تمديد ولاية بعثة الأمم المتحدة لتقديم المساعدة إلى أفغانستان، على النحو المنصوص عليه في القرارات 1662 و1746 و1806، حتى 23 مارس 2011 كما استرشد بمبدأ تعزيز الملكية الأفغانية مع التركيز بشكل خاص على:
(أ) تشجيع المزيد من الدعم الدولي المتماسك لأولويات الحكومة في التنمية والحوكمة؛
(ب) تعزيز التعاون مع قوات الأمن الدولية على النحو الموصى به في تقرير الأمين العام بان كي مون؛
(ج) توفير التوعية السياسية والمساعي الحميدة لدعم تنفيذ برامج المصالحة وإعادة الإدماج التي يقودها الأفغان؛
(د) دعم ومراعاة التقدم المحرز في التزامات الإصلاح الانتخابي المتفق عليها في مؤتمر لندن في كانون الثاني / يناير 2010؛
(هـ) العمل بالتعاون مع الممثل الخاص للأمين العام لتعزيز الجهود الإنسانية.
وشدد أيضا على أهمية تعزيز وتوسيع وجود بعثة الأمم المتحدة وغيرها من كيانات الأمم المتحدة، وشجع الأمين العام على مواصلة جهوده الحالية لاتخاذ تدابير لمعالجة المسائل الأمنية المرتبطة بهذا التعزيز والتوسيع. كما تناول المجلس معالجة إنتاج الأفيون، واحترام حقوق الإنسان، وحماية العاملين في المجال الإنساني، وإزالة الألغام، والتعاون الإقليمي، وتعزيز قدرات الشرطة الوطنية الأفغانية والجيش الوطني الأفغاني.